# Kanton Lantosque
Der Kanton Lantosque war bis 2015 ein französischer Wahlkreis im Arrondissement Nizza, im Département Alpes-Maritimes und in der Region Provence-Alpes-Côte d’Azur. Hauptort (frz.: chef-lieu) war Lantosque.
Der Kanton war 112,73 km² groß und hatte 2085 Einwohner (Stand 2012).

## Gemeinden
| Gemeinde  | Einwohner (Stand: 2022) | Code postal | Code Insee |
| --------- | ----------------------- | ----------- | ---------- |
| Lantosque | 1197                    | 06450       | 06074      |
| Utelle    | 824                     | 06450       | 06151      |